# Котяча Шкіра
«Котяча Шкіра» — англійська казка, зібрана Джозефом Джейкобсом у «Більше англійських казок». Маріан Роальф Кокс у своєму дослідженні про Попелюшку «визначила одним із основних типів «Неприродного Батька», протиставляючи собі «Попелюшку» та «Ситникову Шапочку».

## Зміст

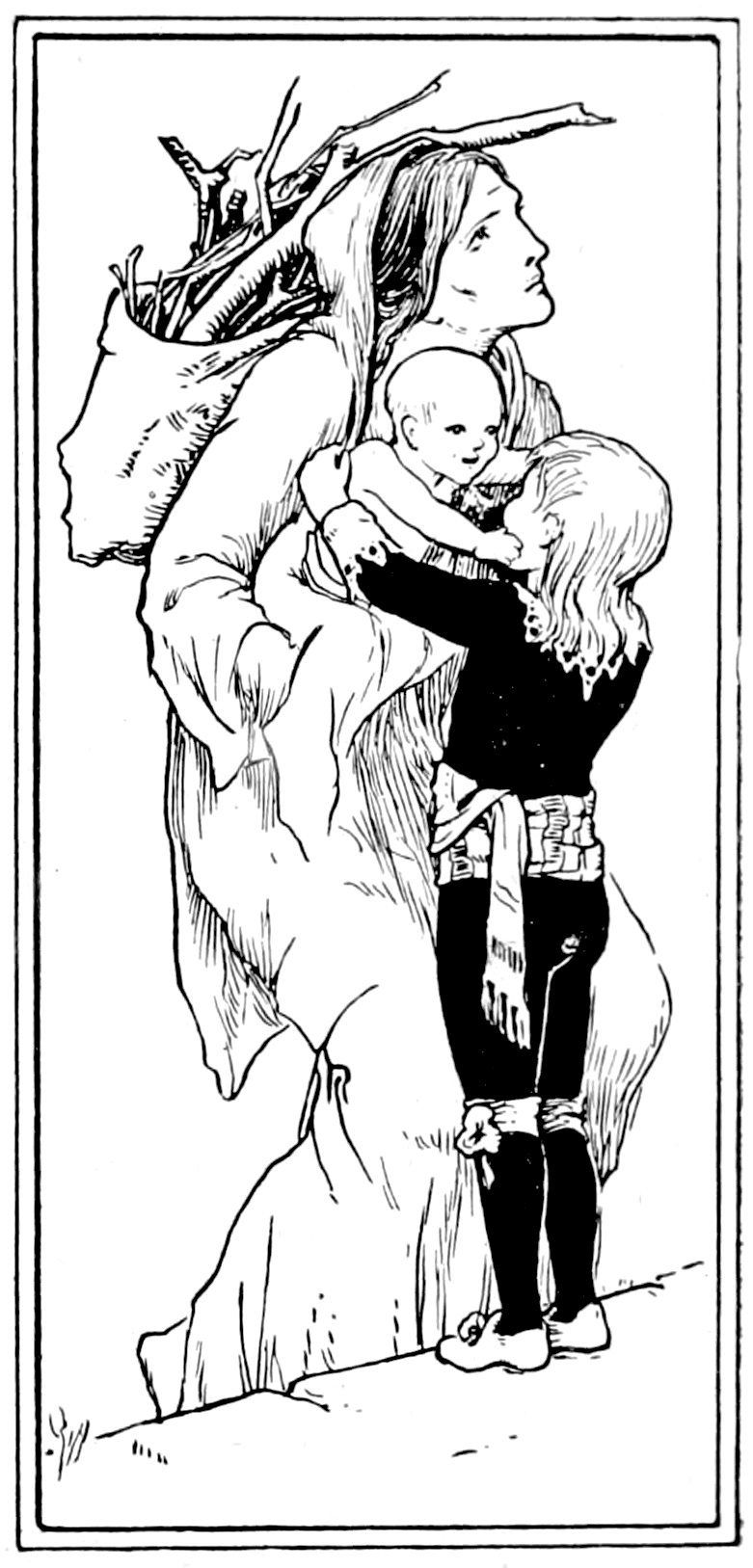
Ілюстрація Джона Д. Баттена

Жив собі пан, що мав багато гарних маєтків і хотів залишити їх у спадок синові. Коли замість нього народилася дочка, він був дуже незадоволений і навіть не дивився на неї.
Коли їй виповнилося п'ятнадцять, батько готовий видати її заміж за першого, хто зробить їй пропозицію. Коли дівчина зненавиділа першого свата, вона пішла до куми, і та порадила вимагати перед весіллям плащ зі срібної тканини. Коли батько й наречений виконали її прохання, куховарка радить їй плащ з позолоченого золота, потім плащ з пір'я всіх птахів, а потім маленький плащ з котячої шкіри.
Донька одягає шубу з котячої шкіри і тікає, перевдягнувшись у селянську дівчину. Вона знаходить місце кухарки в замку і працює на кухні.
Коли в замку влаштовують бал, дівчина, яку на кухні називають «Котячою Шкірою», просить дозволити їй піти на нього. Кухарка розсмішилася з її прохання і виплеснула їй в обличчя таз з водою, але Котяча Шкіра миється, одягається в сріблястий плащ і йде на бал. Молодий лорд закохується в неї, але коли він запитує, звідки вона прийшла, вона відповідає, що лише зі знака тазика з водою.
Молодий пан влаштовує черговий бал, сподіваючись, що вона буде присутня. Кухар розбиває ополоник об спину Котячої Шкіри, коли вона каже, що хотіла б піти, але Котяча Шкіра йде у своєму плащі з побитого золота, і коли лорд знову запитує, звідки вона, Котяча Шкіра відповідає, що вона прийшла зі Знаку Розбитого Ополоника.
Молодий лорд влаштовує третій бал. Кухар розбиває скребок об спину Котячої Шкури, коли та просить дозволу бути присутньою, але Котяча Шкура йде у плащі з пір’я і каже, що вона прийшла зі Знаку розбитого скребка. Молодий лорд іде за нею і бачить, як вона перевдягається у плащ з котячої шкіри.
Молодий лорд йде до своєї матері і оголошує, що одружується на Котячій Шкірі. Його мати проти, і молодий лорд, такий збентежений, захворів. Потім його мати погоджується на шлюб. Коли Котяча шкіра з'являється перед нею в золотому плащі, мати каже, що рада, що її невістка така гарна.
Незабаром у Котячої Шкіри народжується син. Одного дня з'являється жебрачка з дитиною, і Котяча шкіра посилає сина дати їм грошей. Кухарка каже, що діти жебраків уживуться, і Котяча шкіра йде до чоловіка і благає його дізнатися, що сталося з її батьками.
Чоловік знаходить її батька, який більше ніколи не мав дітей і втратив дружину, і запитує його, чи була у нього дочка. Батько Котячої Шкури розповідає панові, що у нього була дочка, і каже, що віддав би все, що має, аби знову її побачити. Чоловік Котячої Шкіри відвозить батька до доньки, а потім привозить його до замку, де вони живуть разом.
У деяких версіях казки Котяча Шкіра просить просто подивитися на бал або подати їжу, а не бути присутнім на ньому.

## Аналіз

### Казковий тип
Розповідь класифікується в міжнародному індексі Аарне-Томпсона-Утера як тип ATU 510B, «Сукня із золота, срібла, зірок (Cap O' Rushes)». До цього типу належать: «Маленька Котяча Шкурка», «Ситникова Шапочка», «Осляча Шкура», «Різношерстка», «Король, який хотів одружитися зі своєю донькою», «Ведмедиця», «Моховик», «Дрантя», «Принцеса, що носила сукню з кролячої шкурки», «Ведмідь» і «Принцеса в шкіряному вбранні». Справді, деякі перекладачі Allerleirauh назвали це оповідання Catskin, незважаючи на відмінності між німецькими та англійськими казками.

### Мотиви
Це незвична форма 510B, в якій зазвичай загроза шлюбу стосується батька, як у «Ослячій шкірі» або «Різношерстці». Найдавніша задокументована версія міститься у шведському MS бл. 1600 р., Roalfe Cox № 98.
«Дрантя» — схожий варіант, в якому дідусь нехтує своєю онукою через те, що її мати померла під час пологів.

## Варіанти

### Ірландія
Патрік Кеннеді зібрав ірландський варіант під назвою «Принцеса в котячій шкурі»: овдовіла королева вирішує знову вийти заміж, але її другий чоловік жорстоко поводиться з нею, і вона помирає.
Пізніше чоловік вирішує одружитися на власній падчерці. Вона біжить плакати до кобили. Тварина відповідає, що вона — фея, яка все життя наглядала за принцесою, і радить їй попросити сукні: одну з шовку і срібних ниток, яка може поміститися в шкаралупу волоського горіха, другу — з шовку і золота, а третю — з товстої шовкової нитки, з діамантами і перлами. Вона дістає четверту сукню з котячих шкурок, кладе три сукні в шкаралупу горіха і їде на кобилі до узлісся. Вона зупиняється відпочити, але наступного ранку кобилка зникла.
Під час полювання принцесу знаходить молодий король і привозить до свого замку, де вона працює служницею. Через своє вбрання вона отримує глузливе прізвисько «Котяча Шкіра».
Через деякий час у замку влаштовують грандіозний бал, на який Котяча Шкіра пспонукає свою вірну кобилку одягнути одну з розкішних суконь, що дісталися їй від вітчима, і приїхати на бал верхи на тварині. Відбуваються ще два бали, які вона також відвідує, і молодий король закохується в неї. Під час третього балу король одягає їй на палець свій перстень і обіцяє, що вони зустрінуться знову. Після балу король викликає Котячу Шкіру до своїх покоїв і оголошує, що одружується з нею. Дівчина намагається відвернути тему, але король показує на каблучку на її пальці, доводячи тим самим, що вона була дамою на балу.
Кеннеді цитував її як варіант німецької казки «Різношерстка» та італійської казки «Ведмедиця».